# Nuruddin Farah
Nuruddin Farah (somali: Nuuradiin Faarax, arabiska: نور الدين فرح), född 24 november 1945 i Baidoa, är en somalisk författare, främst inriktad på kvinnors frigörelse i det postkoloniala Somalia.

## Biografi
Farah föddes år 1945 i Italienska Somaliland, som då tillfälligt under brittisk kontroll. Hans far var köpman och hans mor poet. Han gick i skola i Kallafo i Ogadēn och lärde sig engelska, arabiska och amhariska. 1963, tre år efter att Somalia blivit självständigt, tvingades Farah fly från Ogadēn efter flera allvarliga gränskonflikter. Under flera år studerade han för en examen i litteratur och filosofi på Punjab University, Chandigarh i Indien. Han återvände senare för att undervisa i Mogadishu.
Omkring denna tid inledde Farah sin författarkarriär med Adams revben (From a Crooked Rib 1970), historien om en nomadflicka som flyr från ett arrangerat äktenskap med en mycket äldre man. Romanen gav Farah internationellt erkännande. Då han befann sig på turné i Europa efter utgivningen av A Naked Needle, varnades Farah att den somaliska regeringen planerade att arrestera honom för dess innehåll. Hellre än att återvända och bli fängslad, levde han i exil i tjugotvå år i USA, Tyskland, Italien, Nigeria, Sudan, Gambia och Indien. 
Farahs senare verk beståer av två romantrilogier: Variations on the Theme of an African Dictatorship och Blood in the Sun.  Variations angriper korruptionen i många afrikanska regimer och jämför dem med de europeiska kolonisternas övergrepp; trilogin fortsätter även med att ta upp könsfrågor, särskilt kvinnlig könsstympning.
Variations on the Theme of an African Dictatorship togs emot väl i många länder, och Farahs anseende stärktes genom hans mest kända roman, Kartor (Maps 1986), den första i Blood in the Sun-trilogin. Maps utspelar sig under Ogadenkonflikten 1977 och är delvis skriven i den ganska ovanliga berättartekniken "andra person" för att utforska frågor om kulturell identitet i en postkolonial värld. Farah följde upp romanen med Gåvor (Gifts 1993) och Hemligheter (Secrets 1998).
1996 besökte Farah Somalia för första gången på tjugo år. Hemvändare är även huvudpersonerna i romanerna Links (2004) och Knots (2007), som handlar om somalier som återvänder till hemlandet efter flera år i exil.
2000, efter ett förslag av Arne Ruth, redaktör på Dagens Nyheter skrev Farah Yesterday, Tomorrow, en samling berättelser från den somaliska diasporan efter kollapsen av Mogadishu 1991.
Farah bor för närvarande i Kapstaden, Sydafrika.